# Ansonia, Connecticut
Ansonia je grad u američkoj saveznoj državi Connecticut. Prema popisu stanovništva iz 2010. u njemu je živjelo 19.249 stanovnika.